# 交換係數
在流體力學中，交換係數又稱渦流係數或渦流擴散率，是指湍流的某一組分的遷移率與該組分的梯度之比。交換係數可應用於氣象學或海洋學。